# The Kill
The Kill è un singolo del gruppo musicale statunitense Thirty Seconds to Mars, pubblicato il 24 gennaio 2006 come secondo estratto dal secondo album in studio A Beautiful Lie.

## Descrizione
La canzone affronta il tema della paura di scoprire il nostro vero io; nel video musicale ognuno dei membri della band affronta la sua vera identità.
Il singolo si affermò nella Modern Rock Tracks per ben 52 settimane, conquistando il record del brano rimasto più settimane nella classifica insieme a Face Down dei The Red Jumpsuit Apparatus.
Nella copertina del singolo, il titolo del brano è scritto insieme al sottotitolo Bury Me, fra parentesi quadre, e con Rebirth nella versione alternativa pubblicata nel Regno Unito.

## Video musicale
Il video mostra inizialmente un edificio visto esternamente in cui il gruppo viene accompagnato in limousine. Jared Leto legge una lettera indirizzata a tutti i componenti dei Thirty Seconds to Mars in cui è scritto di non entrare assolutamente nella camera 6277; tuttavia Shannon Leto non gli ubbidisce. La stanza, dopo essere stata aperta, sembra per gli uni avere un lato positivo e per gli altri negativo: ogni membro inizia a vedere la propria controparte.
Jared incontra il proprio io vestito elegantemente e con il quale ha una viva discussione. Il video (tranne l'edificio visto esternamente all'inizio) è stato girato al The Carlu Hotel di Toronto ed è ispirato alle vicende dell'Overlook Hotel del film Shining di Stanley Kubrick, ispirato all'omonimo romanzo di Stephen King, in quanto i membri della band si imbattono negli stessi personaggi e negli stessi luoghi del film come la macchina da scrivere, la ragazza nella doccia, il barman, le gemelle e molti altri.
Durante la prima apparizione della ragazza nella doccia, si possono notare due fotogrammi che mostrano in negativo la figura della ragazza sporca di sangue: il primo fotogramma appare quando la ragazza tende le braccia verso Shannon e il secondo appena prima del loro bacio.

## Tracce
Testi e musiche di Jared Leto.

### The Kill [Bury Me]
CD promozionale (Europa)
1. The Kill [Bury Me] (Album) – 3:52
2. The Kill [Bury Me] (Edit) – 3:46

Download digitale – 1ª versione
1. The Kill [Bury Me] (Radio Edit) – 3:48

CD singolo (Australia)
1. The Kill (Album Version) – 3:53
2. Attack (Live at CBGB, July 2006) – 4:06
3. The Kill (Acoustic, Live on VH-1) – 3:48

Download digitale – 2ª versione
1. The Kill [Bury Me] – 3:46
2. The Kill (Bury Me) – 3:50 – versione acustica

### The Kill [Rebirth]
CD promozionale (Europa)
1. The Kill [Rebirth] (Radio Edit) – 3:31
2. The Kill (Full) – 3:42

7" (Regno Unito)
- Lato A

1. The Kill [Rebirth] – 3:40

- Lato B

1. The Story (iTunes Live Session) – 4:12

## Classifiche
| Classifica (2006/07)      | Posizione massima |
| ------------------------- | ----------------- |
| Australia                 | 20                |
| Austria                   | 39                |
| Germania                  | 36                |
| Nuova Zelanda             | 22                |
| Paesi Bassi               | 51                |
| Regno Unito               | 28                |
| Stati Uniti               | 65                |
| Stati Uniti (alternative) | 3                 |
| Svizzera                  | 52                |

## Date di pubblicazione
| Paese       | Data di pubblicazione | Edizione  | Catalogo     |
| ----------- | --------------------- | --------- | ------------ |
| Mondo       | 24 gennaio 2006       | Originale | 094638161325 |
| Stati Uniti | 22 settembre 2006     | Originale | 3816132      |
| Australia   | 3 novembre 2006       | Originale |              |
| Regno Unito | 20 aprile 2007        | Originale | 3933652      |
| Regno Unito | 24 settembre 2007     | Ristampa  | 5087547      |

## Apparizioni in raccolte

### Album
| Anno | Album                                 | Etichetta              |
| ---- | ------------------------------------- | ---------------------- |
| 2006 | Concrete Approved - June 2006         | Concrete Planet        |
| 2006 | Nu Music Traxx, Volume 320            | ERG Music              |
| 2006 | Now Summer 2007                       | EMI Music Australia    |
| 2007 | Acustica: The Platinum Collection     | EMI Italiana           |
| 2007 | Festival Summer 2007                  | Universal Music Group  |
| 2007 | L'Alternative Rock                    | EMI Music France       |
| 2007 | Schattenreich, Vol. 4                 | Sony BMG Germany/Radar |
| 2007 | The Invisible (Original Soundtrack)   | Hollywood Records      |
| 2007 | Promo Only Mainstream Radio: March 07 | Promo Only             |
| 2008 | Kerrang! The Album '08                | Rhino Records          |

### Videogiochi
| Anno | Videogioco             |
| ---- | ---------------------- |
| 2007 | Rock Band              |
| 2008 | Guitar Hero World Tour |

## Altre versioni
- I Thirty Seconds to Mars hanno pubblicato in Brasile una versione di The Kill insieme alla cantante brasiliana Pitty.
- La canzone è stata eseguita più volte dal vivo insieme al cantante della band alternative metal Deftones Chino Moreno.